# Базилика на Божията майка на мира в Ямусукро
Базиликата Божията майка на мира в Ямусукро (на френски: Basilique de Notre Dame de la Paix de Yamoussoukro) е римокатолическа църква в Ямусукро – столицата на Кот д’Ивоар, и е най-голямата в света. Построена е между 1985 и 1989 г. за 300 млн. долара. За строителството е използван мрамор, внесен от Италия, а витражните стъкла са внесени от Франция. Проектът на купола е заимстван от базиликата Свети Петър във Ватикана – той е малко по-малък размер от купола на храма във Ватикана, но е с по-голям кръст. В базиликата има множество колони от различни архитектурни стилове. В съседство са построени две идентични сгради – административна сграда и папска вила. Основният камък е поставен на 10 август 1985 г., а на 10 септември 1990 г. храмът е осветен от папа Йоан Павел II.
Според Книгата за рекорди на Гинес със своята площ от 30 000 m² и височина на купола 158 m базиликата е най-голямата църква в света. Базиликата разполага със 70 000 седящи места и възможност за провеждане на литургии с участие общо на 200 000 места
Строителството на базиликата е съпроводено с разногласия в общественото световно мнение във връзка с целесъобразността на такъв храм в Кот д’Ивоар. Най-големият католически храм е построен в една от най-бедните държави на Африка, в която католиците са едва 30% от населението. Той се намира в центъра на африканския буш, в беден регион, където само богатите имат достъп до течаща вода и други санитарни условия. Идеята за построяването на огромната базилика е на тогавашния президент – Феликс Хуфуе-Боани, който премества административната столица на Кот д’Ивоар от 3-милионния град Абиджан в 150-хилядния Ямусукро.
Базиликата се администрира от полски палотини на цена от 1,5 милиона щатски долара годишно.